# Tmesipteris lanceolata
Tmesipteris lanceolata är en kärlväxtart som beskrevs av Dangeard. Tmesipteris lanceolata ingår i släktet Tmesipteris och familjen Psilotaceae. Inga underarter finns listade i Catalogue of Life.